# NGC 3275A
NGC 3275A (другие обозначения — ESO 375-46, PGC 30952) — спиральная галактика (Sa) в созвездии Насос.
Этот объект не входит в число перечисленных в оригинальной редакции «Нового общего каталога» и был добавлен позднее.